# Lista de especialidades médicas
Esta lista relaciona as especialidades médicas.
Ao longo da história da medicina houve uma tendência para a progressiva fragmentação do conhecimento médico numa vasta gama de áreas de diferenciação pós-graduada. Não sendo uniforme a sua classificação entre Portugal e Brasil, existem no entanto diversas semelhanças.

## Brasil
No Brasil são atualmente reconhecidas pelo Conselho Federal de Medicina (CFM), a Associação Médica Brasileira (AMB) e a Comissão Nacional de Residência Médica (CNRM) as seguintes especialidades e áreas de atuação:

### Especialidades
1. Alergia e Imunologia: diagnóstico e tratamento das doenças alérgicas e do sistema imunológico.
2. Anestesiologia: área da Medicina que envolve o tratamento da dor, a hipnose e o manejo intensivo do paciente sob intervenção cirúrgica ou procedimentos.
3. Angiologia: é a área da medicina que estuda o tratamento das doenças do aparelho circulatório.
4. Cardiologia: aborda as doenças relacionadas com o coração e sistema vascular.
5. Cirurgia Cardiovascular: tratamento cirúrgico de doenças do coração.
6. Cirurgia da Mão: cuida das doenças das mãos e dos punhos, incluindo os ossos, articulações, tendões, músculos, nervos, vasos e pele.
7. Cirurgia de cabeça e pescoço: tratamento cirúrgico de doenças da cabeça e do pescoço.
8. Cirurgia do Aparelho Digestivo: tratamento clínico e cirúrgico dos órgãos do aparelho digestório, como o esôfago, estômago, intestinos, fígado e vias biliares, e pâncreas.
9. Cirurgia Geral: é a área que engloba todas as áreas cirúrgicas, sendo também subdividida.
10. Cirurgia Pediátrica: cirurgia geral em crianças.
11. Cirurgia Plástica: correção das deformidades, malformações ou lesões que comprometem funções dos órgãos através de cirurgia de caráter reparador ou cirurgias estéticas.
12. Cirurgia Torácica: atua na cirurgia da caixa torácica e vias aéreas.
13. Cirurgia Vascular: tratamento das veias e artérias, através de cirurgia, procedimentos endovasculares ou tratamentos clínicos.
14. Clínica Médica (Medicina interna): é a área que engloba todas as áreas não cirúrgicas, sendo subdividida em várias outras especialidades.
15. Coloproctologia: é a parte da medicina que estuda e trata os problemas do intestino grosso (cólon), sigmoide e doenças do reto, canal anal e ânus.
16. Dermatologia: é o estudo da pele e anexos (pelos, glândulas), tratamento e prevenção das doenças.
17. Endocrinologia e Metabologia: é a área da Medicina responsável pelo cuidados aos hormônios, crescimento e glândulas como adrenal, tireoide, hipófise, pâncreas endócrino e outros.
18. Endoscopia: Esta especialidade médica ocupa-se do estudo dos mecanismos fisiopatológicos, diagnóstico e tratamento de enfermidades passíveis de abordagem por procedimentos endoscópicos e minimamente invasivos.
19. Gastroenterologia: é o estudo, diagnóstico, tratamento e prevenção de doenças relacionadas ao aparelho digestivo, como erros inatos do metabolismo, doenças do trato gastrointestinal, doenças do fígado e cânceres.
20. Genética médica: é a área da responsável pelo estudo das doenças genéticas humanas e aconselhamento genético.
21. Geriatria: é a sub-especialidade médica que cuida dos idosos e articula seu tratamento com outras especialidades.
22. Ginecologia e obstetrícia: é a especialidade médica que aborda de forma integral a mulher. Trata as doenças infecciosas sexuais, gestação, alterações hormonais e de reprodução.
23. Hematologia e Hemoterapia: é o estudo dos elementos figurados do sangue (hemácias, leucócitos, plaquetas) e da produção desses elementos nos órgãos hematopoiéticos (medula óssea, baço, linfonódos), além de tratar das anemias, linfomas, leucemias e outros cânceres, hemofilia e doenças da coagulação.
24. Homeopatia: é a prática médica baseada na Lei dos Semelhantes. Esta é, por sua vez, uma ciência que não encontra consenso na comunidade científica, visto que é baseada em princípios não cartesianos e não mecanicistas, e não atende ao método científico convencional. [2] [3] [4] [5] [6] [7] [8]
25. Infectologia: prevenção, diagnóstico e tratamentos de infecções causadas por vírus, bactérias, fungos e parasitas (helmintologia, protozoologia, entomologia e artropodologia).
26. Mastologia: sub-especialidade que trata da mama, suas doenças, alterações benignas e estéticas.
27. Medicina de Família e Comunidade: é a área da medicina que trata do indivíduo em seu ambiente familiar e comunitário, com foco na prevenção e tratamento das doenças mais comuns, sendo o articulador do encaminhamento aos especialistas quando necessária abordagem mais aprofundada das doenças.
28. Medicina de Emergência: especialidade que atua no cuidado de pacientes com doenças ou lesões que requerem atenção médica imediata, atuando nas emergências, pronto-atendimentos e serviços pré-hospitalares.
29. Medicina do Trabalho: trata do processo de trabalho e da relação deste com as doenças. Atua desde a prevenção dos agravos, a minimização dos efeitos destes e do tratamento das doenças do trabalho quando já estabelecidas.
30. Medicina do Tráfego: manutenção da saúde no indivíduo que se desloca, qualquer que seja o meio, cuidando das interações deste deslocamento com o indivíduo.
31. Medicina Esportiva: abordagem do atleta de uma forma global, desde a fisiologia do exercício à prevenção de lesões, passando pelo controle de treino e resolução de problemas de saúde que envolvam o praticante do exercício físico.
32. Medicina Física e Reabilitação: diagnóstico e terapêutica de diferentes entidades, tais como doenças traumáticas, do sistema nervoso central e periférico, orto-traumatológica e cardiorrespiratória.
33. Medicina Intensiva: é o ramo da medicina que se ocupa dos cuidados aos doentes graves ou instáveis, que emprega maior número de recursos tecnológicos e humanos no tratamento de doenças ou complicações de doenças, congregando conhecimento da maioria das especialidades médicas e outras áreas de saúde.
34. Medicina Legal e Perícia Médica (ou medicina forense): é a especialidade que aplica os conhecimentos médicos aos interesses da Justiça, na elaboração de leis e na caracterização adequada  dos fenômenos biológicos que possam interessar às autoridades no sentido da aplicação das leis. Assim, a Medicina Legal caracteriza a lesão corporal, a morte (sua causa, o momento em que ocorreu, que agente a produziu), a embriaguez pelo álcool ou pelas demais drogas, a violência sexual de qualquer natureza etc.
35. Medicina Nuclear: é o estudo imaginológico ou terapia pelo uso de radiofármacos.
36. Medicina Preventiva e Social: se dedica especificamente à prevenção de doenças gerais (de várias áreas), porém não unicamente, já que cada área ou especialidade está também capacitada para tal.
37. Nefrologia: é a parte da medicina que estuda e trata clinicamente as doenças do rim, como a insuficiência renal.
38. Neurocirurgia: atua no tratamento de doenças do sistema nervoso central e periférico passíveis de abordagem cirúrgica.
39. Neurologia: é a parte da medicina que estuda e trata o sistema nervoso.
40. Nutrologia: diagnóstico, prevenção e tratamento de doenças do comportamento alimentar.
41. Obstetrícia: é a área da medicina atrelada à Ginecologia que cuida das mulheres, em relação ao processo da gestação (pré, pós-parto, puerpério, gestação e outros).
42. Oftalmologia: é a parte da medicina que estuda e trata os distúrbios dos olhos.
43. Ortopedia e Traumatologia: é a parte da medicina que estuda e trata as doenças do sistema osteomuscular, locomoção, crescimento, deformidades e as fraturas.
44. Otorrinolaringologia: é a parte da medicina que estuda e trata as doenças da orelha, nariz, seios paranasais, faringe e laringe.
45. Patologia: (também anatomia patológica ou patologia cirúrgica) é a especialidade que se ocupa da análise macroscópica, microscópica e molecular das doenças em autópsias, espécimes cirúrgicos, biópsias e preparados citológicos. Ela faz a ligação entre a ciência básica e a prática clínica.
46. Patologia Clínica/Medicina laboratorial: No Brasil, de forma geral, é uma especialidade médica investigativa e atua como parte do processo diagnóstico das doenças.
47. Pediatria: é a parte da medicina que estuda e trata crianças.
48. Pneumologia: é a parte da medicina que estuda e trata o sistema respiratório.
49. Psiquiatria: é a parte da medicina que previne e trata os transtornos mentais e comportamentais.
50. Radiologia e Diagnóstico por Imagem: realização e interpretação de exames de imagem, como raio-X, ultrassonografia, Doppler colorido, Tomografia Computadorizada, Ressonância Magnética, entre outros.
51. Radioterapia: tratamento empregado em doenças várias, com o uso de raio X ou outra forma de energia radiante.
52. Reumatologia: é a especialidade médica que trata das doenças do tecido conjuntivo, articulações e doenças autoimunes. Diferente do senso comum, o reumatologista não trata somente  reumatismo.
53. Toxicologia médica: sub-especialidade médica com foco na toxicologia e fornece o diagnóstico, gerenciamento e prevenção de envenenamento e outros efeitos adversos devido a medicamentos, tóxicos ocupacionais e ambientais e agentes biológicos.
54. Urologia: especialidade médica que estuda e trata cirúrgica e clinicamente os problemas do sistema urinário e do sistema reprodutor masculino e feminino.

### Áreas de Atuação
1. Administração em Saúde;
2. Alergia e Imunologia Pediátrica
3. Angiorradiologia e Cirurgia Endovascular
4. Atendimento ao Queimado
5. Cardiologia Pediátrica
6. Cirurgia Crânio-Maxilo-Facial
7. Cirurgia do trauma
8. Cirurgia videolaparoscópica
9. Citopatologia
10. Densitometria óssea
11. Dor
12. Ecocardiografia
13. Ecologia
14. Eletrofisiologia clínica invasiva
15. Endocrinologia pediátrica
16. Endoscopia digestiva
17. Endoscopia ginecológica
18. Endoscopia respiratória
19. Ergometria
20. Foniatria
21. Gastroenterologia pediátrica
22. Genética
23. Hansenologia
24. Hematologia e hemoterapia pediátrica
25. Hemodinâmica e cardiologia intervencionista
26. Hepatologia
27. Infectologia hospitalar
28. Infectologia pediátrica
29. Mamografia
30. Medicina de urgência
31. Medicina do adolescente
32. Medicina fetal
33. Medicina intensiva pediátrica
34. Nefrologia pediátrica
35. Neonatologia: é o ramo da Pediatria que estuda e cuida dos recém-nascidos, do nascimento até os 28 dias de idade.
36. Neurofisiologia clínica
37. Neurologia pediátrica
38. Neurorradiologia
39. Nutrição parenteral e enteral
40. Nutrição parenteral e enteral pediátrica
41. Nutrologia pediátrica
42. Pneumologia pediátrica
43. Psicogeriatria
44. Psicoterapia
45. Psiquiatria da infância e adolescência
46. Psiquiatria forense
47. Radiologia intervencionista e angiorradiologia
48. Reumatologia pediátrica
49. Transplante de medula óssea
50. Ultrassonografia em ginecologia e obstetrícia

## Portugal
Em Portugal são atualmente reconhecidas pela Ordem dos Médicos as seguintes especialidades:
.
1. Anatomia Patológica
2. Anestesiologia
3. Angiologia e Cirurgia Vascular
4. Cardiologia
5. Cardiologia Pediátrica
6. Cirurgia Cardíaca
7. Cirurgia Cardiotorácica
8. Cirurgia Geral
9. Cirurgia Maxilofacial
10. Cirurgia Pediátrica
11. Cirurgia Plástica Reconstrutiva e Estética
12. Cirurgia Torácica
13. Dermatovenereologia
14. Doenças Infecciosas
15. Endocrinologia e Nutrição
16. Estomatologia
17. Gastrenterologia
18. Genética Médica
19. Ginecologia/Obstetrícia
20. Imunoalergologia
21. Imuno-hemoterapia
22. Farmacologia Clínica
23. Hematologia Clínica
24. Medicina Desportiva
25. Medicina do Trabalho
26. Medicina Física e Reabilitação
27. Medicina Geral e Familiar
28. Medicina Intensiva
29. Medicina Interna
30. Medicina Legal
31. Medicina Nuclear
32. Medicina Tropical
33. Nefrologia
34. Neurocirurgia
35. Neurologia
36. Neurorradiologia
37. Oftalmologia
38. Oncologia Médica
39. Ortopedia
40. Otorrinolaringologia
41. Patologia Clínica
42. Pediatria
43. Pneumologia
44. Psiquiatria
45. Psiquiatria da Infância e da Adolescência
46. Radiologia
47. Radioncologia
48. Reumatologia
49. Saúde Pública
50. Urologia

São reconhecidas as seguintes subespecialidades, com secção própria:
1. Cuidados Intensivos Pediátricos
2. Cardiologia de Intervenção
3. Eletrofisiologia Cardíaca
4. Hepatologia
5. EEG/Neurofisiologia
6. Neonatologia
7. Neuropediatria
8. Oncologia Pediátrica
9. Ginecologia Oncológica
10. Dermatopatologia
11. Medicina Materno-Fetal
12. Medicina da Reprodução
13. Ortodoncia
14. Psiquiatria Forense
15. Neuropatologia
16. Ortopedia Infantil

São ainda reconhecidas as seguintes competências, com colégio próprio:
1. Acupunctura Médica
2. Emergência Médica
3. Gestão dos Serviços de Saúde
4. Hidrologia Médica
5. Medicina Farmacêutica
6. Patologia Experimental
7. Medicina da Dor
8. Medicina Hiperbárica e Subaquática
9. Medicina do Sono
10. Medicina Paliativa
11. Sexologia
12. Geriatria
13. Codificação Clínica
14. Peritagem Médica da Segurança Social
15. Avaliação do Dano Corporal
16. Medicina Aeronáutica
17. Nefropatologia
18. Medicina do Viajante
19. Medicina Militar